# Доброслав Суддич
Доброслав Суддич — впливовий галицький боярин середини XIII ст., син Судислава.
Мав досить складні стосунки з правителем Галича, Романом Мстиславовичем, про що розповідає літописець: «возгордився так, що й на землю не дивиться». Але, у 1233 р. разом з іншими можновладцями Доброслав Суддич став на бік Романового сина, князя Данила в його боротьбі з угорським королевичем Андрієм за галицький престол, за що і отримав у володіння Коломию з її солевидобуванням. Літопис зазначає, що з часом захопив усе Дністровське Пониззя. Доброслав був сином боярина Судислава, літописець називає Суддича, «поповим онуком».
Володів Пониззям з столицею в Бакоті та був союзником Болохівських князів. У 1241 р. на Пониззі спалахнуло селянське повстання, що поширилось згодом на всю Галичину.
Доброслав Суддич був яскравим виразником вічового права Західної Русі та противником встановлення тут монархічної форми правління подібної. Так, літопис зображає Доброслава таким собі свавільником, узурпатором та грабіжником. Проте це надзвичайно тенденційно та написаним в угоду княжій політиці[джерело?]. Натомість в самому літописі поміж рядками можемо побачити, що Доброслава Суддича, підтримував народ, вільні люди. Він разом з усім складом ради провів відкриту політичну акцію проти князя, з'явившись за його викликом в одній сорочці з галичанами, що супроводжували його за князівським звичаєм[джерело?].